# Ролан Гаррос (стадион)
«Ролан Гаррос» (фр. Stade Roland-Garros) — теннисный комплекс, расположенный в XVI округе Парижа, на краю Булонского леса. Построен в 1928 году. Ежегодно здесь проходит Открытый чемпионат Франции по теннису — один из турниров Большого шлема.
Стадион назван в честь французского авиатора Ролана Гарроса.

## История

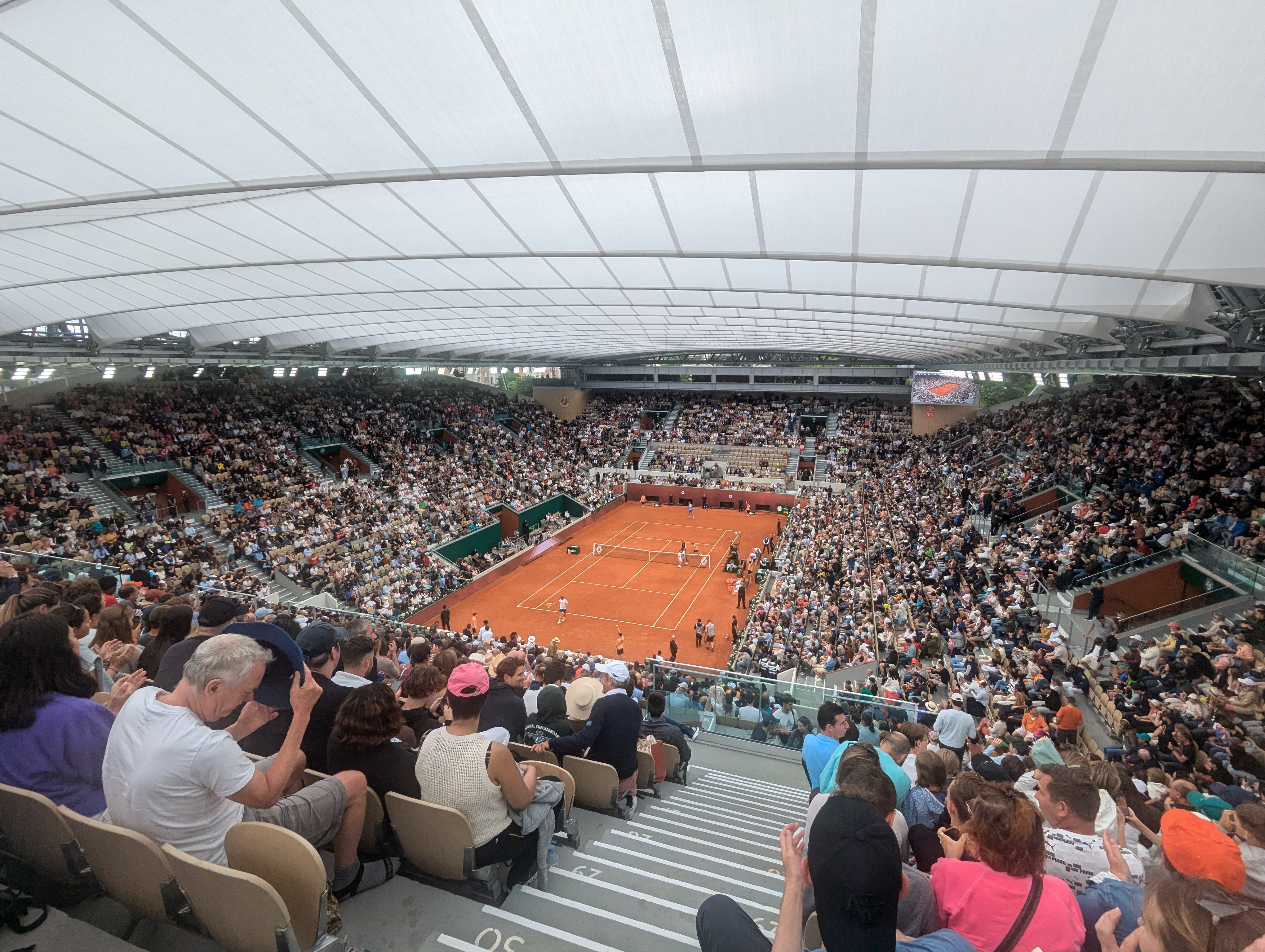
Корт «Сюзанн-Ленглен» в 2024 году с закрытой крышей

Теннисную арену «Ролан Гаррос» построили в результате победы в Кубке Дэвиса в 1927 году «четырёх мушкетёров» — Жака Брюньона, Жана Боротра, Анри Коше и Рене Лакоста. Французы выиграли Кубок в гостях у сборной США, а ответные игры во Франции было принимать негде. В стране тогда отсутствовали теннисные стадионы, достаточные по вместительности для столь крупного спортивного турнира.
Совместными усилиями клуба «Стад Франсе» и французских властей было освобождено 3 гектара земли поблизости Porte d’Auteuil. Новая арена получила имя бывшего члена клуба, французского героя, пионера-авиатора и военного лётчика Ролана Гарроса. Он был первым человеком, совершившим беспосадочный перелёт через Средиземное море. Лётчик погиб за пять недель до окончания Первой мировой войны.
Во время Второй мировой войны стадион «Ролан Гаррос» использовался, как временный лагерь, где оккупировавшие Париж немцы собирали евреев для последующей их отправки на восток.
Со времени своей постройки «Ролан Гаррос» неоднократно перестраивался и изменялся, ориентируясь под потребности тенниса. В среде теннисистов считается, что «Ролан Гаррос» является «родиной» игры на грунтовых кортах.

## Инфраструктура

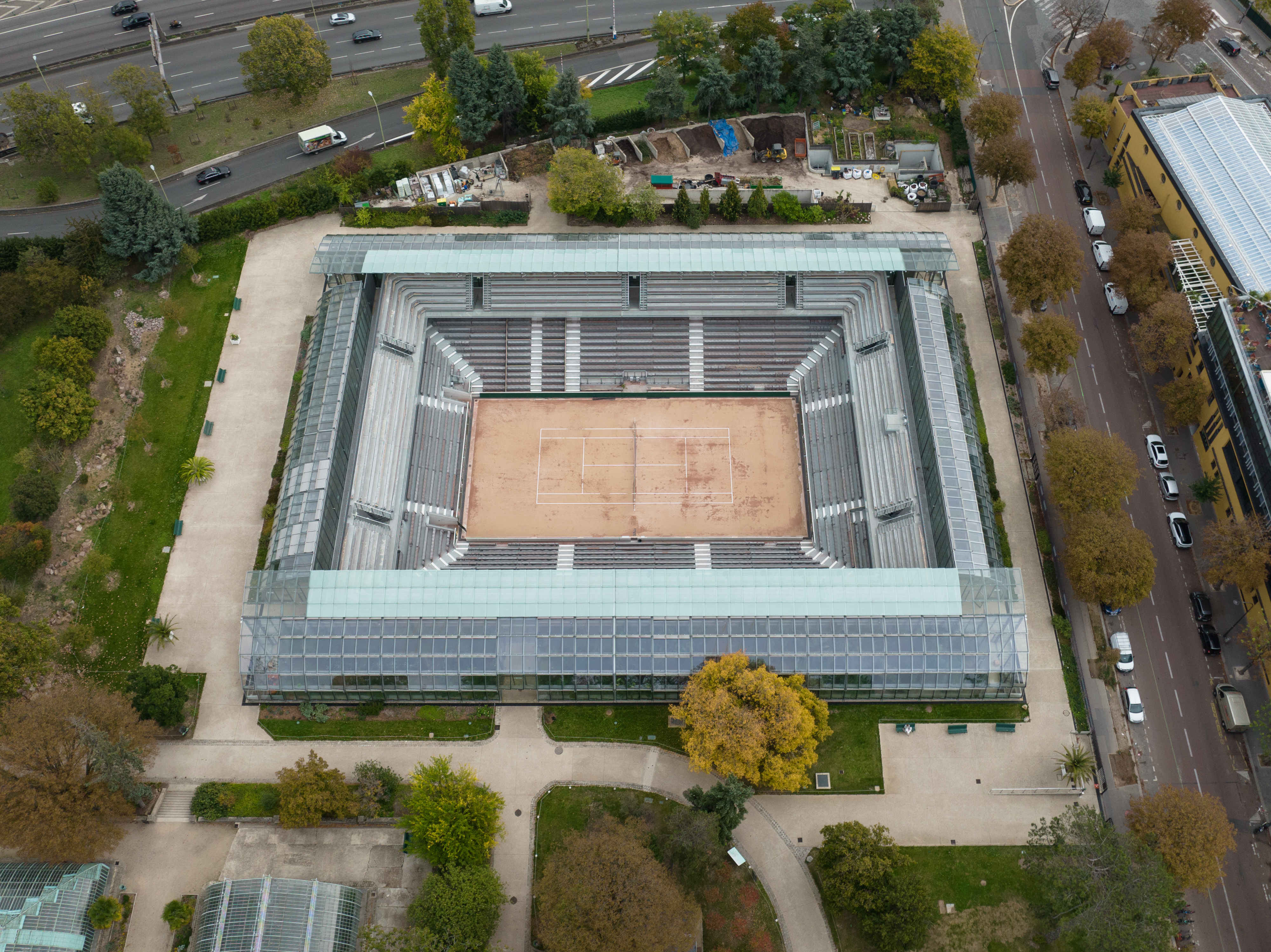
Вид на корт «Симона-Матьё» в 2022 году

Всего на «Ролан Гаррос» — 24 теннисных корта, 3 из которых основные, для проведения финалов. Именно на них проходят главные матчи. На дополнительных кортах играются первые туры одиночного турнира, а также турниры парников, юношей и девушек, инвалидов.
Главная площадка арены сначала называлась Центральным кортом, а в 2001 году её назвали в честь бывшего руководителя французской федерации тенниса Филиппа Шатрие. На этом корте предусмотрено 15 тысяч зрительных мест.
Второй по величине корт построили в 1994 году; он носит имя теннисистки Сюзанн Ленглен и вмещает 10 тысяч зрителей.
Третий по вместимости корт соорудили в 1980 году; он назывался «Корт № 1» и мог принять 3700 зрителей. В 2019 году он был снесён. Вместо него в 2019 году был построен корт имени Симоны Матьё, он вмещает 5000 человек.
На стадионе «Ролан Гаррос» есть музей истории тенниса (Tenniseum), Национальный тренинг-центр, ресторанно-барный комплекс, магазины и бутики.